# 태미 블랜처드
태미 블랜처드(Tammy Blanchard, 1976년 12월 14일 ~ )는 미국의 배우이다.

## 출연 작품
- 데드라인 - 레베카 역
- 래빗 홀 - 이지 역
- 아미쉬 그레이스 - 에이미 로버츠 역
- 뮤직 네버 스탑 - 타마라 역
- 머니볼 - 엘리자베스 해티버그 역
- 서튼티 - 멜리사 역